# Paul Hennings (Buchhändler)

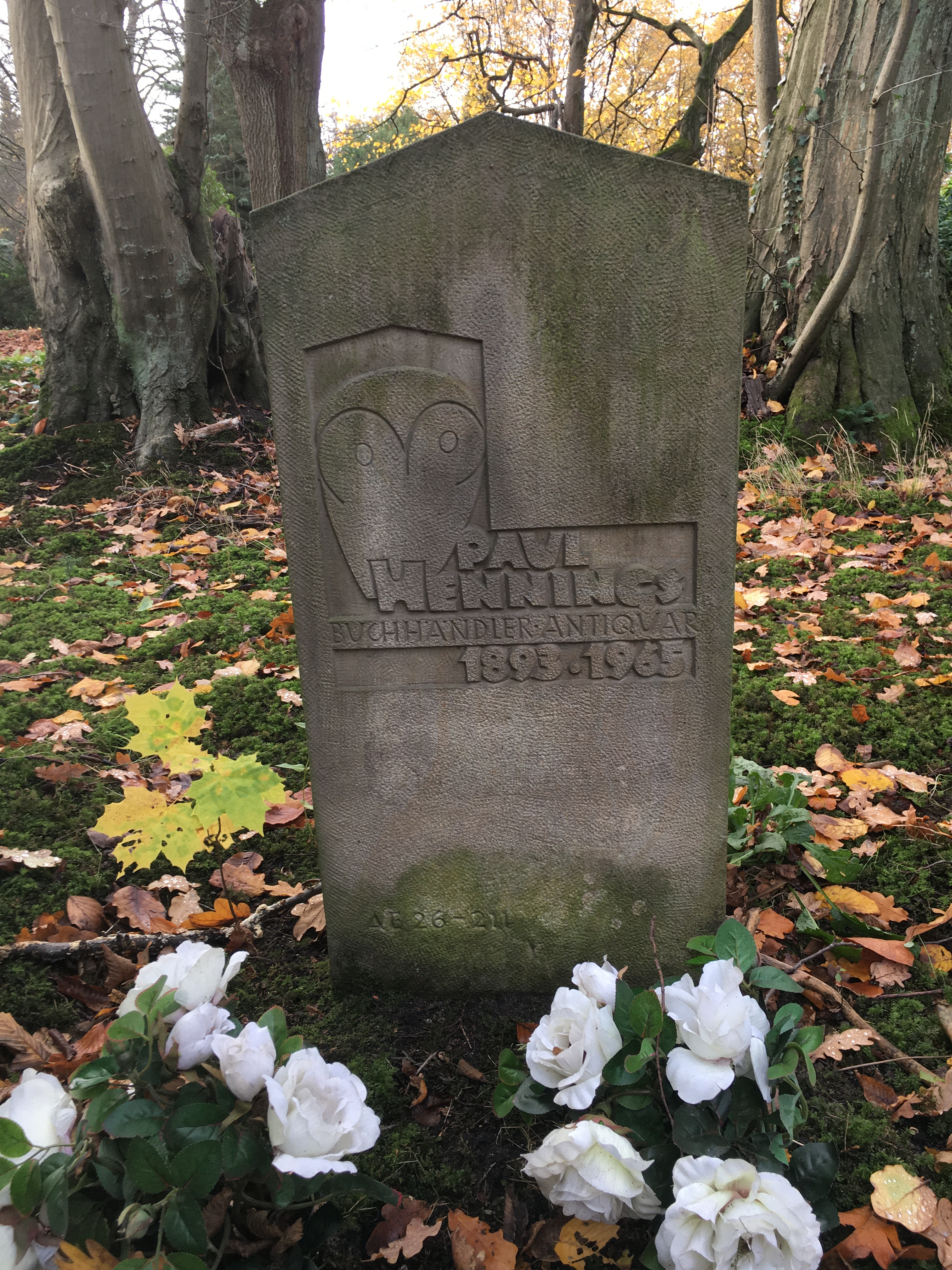
Grabstätte Paul Hennings auf dem Friedhof Ohlsdorf

Paul Hennings (* 13. Januar 1893 in St. Annen; † 15. April 1965 in Hamburg) war ein deutscher Buchhändler, Antiquar und Schriftsteller.

## Leben und Wirken als Buchhändler
Paul Hennings war der älteste Sohn eines Großbauern aus Dithmarschen. Ab dem sechsten Lebensjahr, bis zu dem er nur Plattdeutsch gesprochen hatte, lernte er Hochdeutsch an einer Volksschule. Nach der Reifeprüfung 1913 studierte er an der Universität München drei Semester Germanistik und Philosophie, bis er 1915 zum Kriegsdienst eingezogen wurde. Während des Ersten Weltkriegs verfasste er unter dem Pseudonym Paul Heim Hennings das Gedicht Ironisches Kleinstadtbild. Dieses erschien in der Zeitschrift Die Schöne Rarität von Adolf Harms und war Klabund gewidmet. Ab September 1918 saß Hennings in französischer Kriegsgefangenschaft, während der er sich in der Lagerbibliothek fortbildete.
Ab 1921 wurde Hennings als Buchhändler tätig. Gemäß Lexika von 1930 leitete er zunächst die Büsch-Buchhandlung. 1931 eröffnete er ein eigenes Geschäft am Speersort 26 in Hamburg, das während des Zweiten Weltkriegs 1943 durch Bombentreffer zerstört wurde. Hennings unterhielt vorübergehend eine neue Buchhandlung in der Paulstraße 2 und zog anschließend in die Burchardstraße 19. Neben diesem lange geführten Geschäft hatte er ein zweites Ladenlokal in der Altstädter Straße 15, das mindestens bis 2001 bestand. Im Betrieb wurden v. a. in den 1960er und 1970er Jahren zahlreiche Antiquare ausgebildet, die die Hamburger Buchszene bis zur Jahrtausendwende entscheidend mitprägten; der letzte Azubi war die Philologin und Buchwissenschaftlerin Anja Wolkenhauer.
Hennings, der aufgrund seines größeren literarischen Wissens bewundert und verehrt wurde, lebte zuletzt in der Pagenfelder Straße 14.  Sein von einer steinernen Eule geziertes Grab ist auf dem Friedhof Ohlsdorf im Planquadrat AE 26 zu finden.

## Wirken als Antiquar und Schriftsteller
1933 fand Hennings zufällig eine komplette und originalgetreue Ausgabe von Gullivers Reisen, in der er seine Kritik an der Herrschaft der Nationalsozialisten vorweggenommen sah. Er sammelte fortan „aus Opposition“ für seine Privatbibliothek, die er in seiner Wohnung in der Schulstraße 5 (zwischen Speersort und Schopenstehl) pflegte. Bei der Bombardierung Hamburgs, bei der sie zerstört wurde, umfasste sie 14.000 Bände, darunter 3000 Titel von Jonathan Swift. Teile seiner umfangreichen Bibliothek wurden 1990 verkauft.
Nach Kriegsende setzte Hennings seine Sammeltätigkeit fort, schrieb nun aber auch selbst. Er beschäftigte sich 1947 mit Swift in dem Drama Bickerstaff und sprach zehn Jahre später im Nachtprogramm des NDR-Hörfunks über eine Reise, die ihn, den Spuren Swifts folgend, nach England und Irland geführt hatte. Außerdem übersetzte er, darunter 1940 The Ballad of a Barber von Aubrey Beardsley, die als deutsch-englischer Privatdruck erschien. 1928 verfasste er niederdeutsche Sprüche und 1964 eine plattdeutsche Fassung von Max und Moritz. Außerdem war er im Rundfunk des NDR zu hören, so am 27. Juni 1964 mit einer für diese Zwecke erarbeiteten Fassung von Max und Moritz. Am 26. März 1965 folgte eine Ausstrahlung des Hörspiels Die sanfte Liese, die die Schauspieler Uwe Friedrichsen, Friedrich Schütter und Heidi Kabel eingesprochen hatten.